# Карамбол
Карамбол (фр. Carambole) или француски билијар (фр. Billard français), врста је билијарске игре која се игра на столу за билијар без рупа и са три кугле на њему. Основна поента игре је у једном потезу погодити својом куглом противникову и циљану куглу. Једна од варијација ове игре је да играчева кугла пре судара са друге две треба одређени број пута да удари у мантинелу. Сматра се да ова игра потиче из 18. века из Француске.
Порекло речи карамбол потиче од речи carom или carrom што значи судар или одбитак, или carambole што означава циљану куглу.